# Pietro Pulli (Chemiker)
Pietro Pulli (* 4. April 1771 in Terlizzi (Apulien); † 4. September 1842 in Neapel) war ein italienischer Chemiker.

## Leben
Pulli studierte Chemie in Neapel. Er beteiligte sich 1799 an der napoleonischen Revolution und wurde zum Kommissar des Cantone di Colle Giannone ernannt. Nach der Rückkehr der Bourbonen emigrierte er nach Paris. Dort lebte er als angesehener Wissenschaftler und stand in Korrespondenz mit Alessandro Volta.
Später trat er als Inspektor und Generaldirektor für die Produktion von Schießpulver in die italienische Armee ein. Ab 1806 wirkte er in ähnlicher Funktion in der Armee Napoleons. Er veröffentlichte mehrere Schriften zur Salpeterchemie und Schießpulverherstellung.

## Schriften
- Istruzioni teorico-pratiche su la raccolta del nitro: Compilata per uso della Reale Amministrazione Generale delle Polveri, e de’ Salnitri del Regno, Stamperia del Corriere, Napoli 1808
- Trattato teorico-pratico su la raccolta del nitro, A. Trani, Napoli 1813
- Statistica nitraria del regno di Napoli, f.lli Chianese, Napoli 1817
- Dell’ incoraggiamento delle Scienze. Discorsi di Pietro Pulli a S. E. il Ministro degli Interni